# غونتر لولينغ
غونتر لويلينغ (بالألمانية: Günter Lüling)‏ ( 25 أكتوبر 1928 في فارنا، بلغاريا؛ 10 سبتمبر 2014) عالم لاهوت ألماني وعالم سياسي بالإضافة إلى دكتوراه في الدراسات العربية والإسلامية. كان لويلينغ مديرًا لمعهد جوته الألماني في حلب (سوريا)، ويعتبر أحد أوائل ممثلي الأبحاث المناهضة للمأثور في علوم القرآن بسبب دراساته عن الأصل المسيحي الهرطقي للقرآن.

## سيرة
تتمتع عائلة لويلينغ بصلات بعيدة المدى مع الشرق الأوسط والدراسات الشرقية: عمل الجنرال البروسي ثيودور لويلينغ (* 1762) كمبعوث في مقر الباب العالي في القسطنطينية، وحارب غيرهارد لويلينغ والد غونتر لويلينغ كضابط بروسي من 1916 إلى 1918 في فيلق آسيا الألماني الإمبراطوري إلى جانب العثمانيين. وكان هانز هاينريش شيدر ، ابن عم لولينغ الأكبر، أستاذًا مشهورًا دوليًا للدراسات الشرقية في برلين وغوتنغن. ومن 1925 إلى 1935، عمل والد لولينغ كموظف في جمعية المعونة من أجل عمل المحبة المسيحي في الشرق .Hilfsbunds für christliches Liebeswerk im Orient.
بعد عودتة إلى ألمانيا، تولى والد لويلينغ أبرشية بروتستانتية بالقرب من كوسلين (Hinterpommern). في السنوات 1942/1943، تم رفع دعوى ضد غونتر لويلينغ البالغ من العمر 14 عامًا لرفضه قيادة شباب هتلر المحليين. كان الحكم خفيفًا، ومنذ يناير 1944 كان لولينغ يعمل مساعداً للبحرية ومن آذار 1945 كبانزرجرينادير في الفيرماخت. في نهاية الحرب، تم أسره. وبعد إطلاق سراحه في خريف عام 1945، تم تدريبه كبناء.
في عام 1949، عاد للدراسة وحصل على شهادة الثانوية العامة في فولفنبوتل، وفي عام 1950 درس اللاهوت البروتستانتي في جامعة غوتينغن، وتخصص في العهد القديم واللغة الآرامية والعربية القديمة، ودرس احنصاصات اضافية هي الفلسفة الكلاسيكية والدراسات الألمانية (الامتحان اللاهوتي: 1954). بسبب آرائه المناهضة للتثليث بروح ألبرت شويتزر ومارتن فيرنر، لم يكن لولينغ قادراً على القيام بعمل الكنيسة أو دكتوراه اللاهوت. وهذا هو السبب في بدئه دراسة ثانية في إرلانجن عام 1954، وهذه المرة العلوم السياسية مع الاختصاصات الأضافية الدراسات العربية والدراسات الإسلامية والدراسات الدينية وعلم الاجتماع، وتخرج في عام 1957. كما حُرم من درجة الدكتوراه في الدراسات الإسلامية بسبب وجهات نظر مناهضة للتقليد.
بعد زواجه من هانيلوره لويلينغ Hannelore Lüling ، عمل محاضرًا في معهد جوته في ميونيخ من عام 1961 إلى عام 1965، وتولى في الفترة من 1962 إلى 1965 إدارة معهد جوته في حلب (سوريا)، حيث ولد للزوجان طفلين. تعلم لولينغ اللغة العربية العامية في سوريا، والتي من شأنها أن تساعده بشكل حاسم في عمله في وقت لاحق في القرآن. في عام 1965 عادت الأسرة إلى ألمانيا. في خريف عام 1965، أصبح لولينغ موظفًا ومساعدًا علميًا في تاريخ الطب في جامعة إرلانجن، ثم في خريف عام 1967 في الدراسات العربية والإسلامية.
في عام 1970، تمكن من خلال إعادة بناء بعض سور القرآن كتراتيل شعرية مسيحية قديمة من الحصول على درجة الدكتوراه بتقدير ممتاز، وهو ما يعادل قبول أطروحة كأطروحة تأهيل للأستاذية. ومع ذلك، فقد خرج من التعليم العالي في نهاية عام 1972 وعاش على إعانات البطالة حتى تقاعده في عام 1991. كان لويلينغ قد قدم اعتراضًا دون جدوى ضد إقالته. تم رفض طلبه للحصول على تأهيل للأستاذية. مع نسخة موسعة من أطروحته في عام 1974. بعد نزاع قانوني دام ست سنوات، تم تأكيد رفض مؤهلات ما بعد الدكتوراه وفصله على الرغم من الآراء الإيجابية من العلماء الأجانب المعتبرين. في غضون ذلك، يُعرف عمله الإسلامي الناقد للقرآن في جميع أنحاء العالم في الأوساط المتخصصة - بما في ذلك الدوائر الإسلامية.
نشر غونتر لولينغ معظم كتبه في مكتبة دار النشر الخاصة بزوجته منذ عام 1974. كان أحد المنشورات الأولى كتاب «عن القرآن الأولي Über den Ur-Qur'an» ، الذي تمت مناقشته في الخارج، خاصة منذ نشر الترجمة الإنجليزية (2003)، وتم إعادة تأهيله لاحقًا كجزء من البحث المعزز المناهض للتقاليد حول القرآن (انظر أدناه). ومع ذلك، مع استثناءات قليلة، تم تجاهل عمل لولينغ حتى الآن في الأوساط الأكاديمية الألمانية. تم رفض طلبات أخرى مقدمة من لولينغ للحصول على منح بحثية وترجمة كتابه «عن القرآن الأولي» بانتظام. نظرًا للعزلة الأكاديمية لمشاريعه البحثية وأبحاثه، نشر لولينغ مقالاته مؤقتًا في بيئة نقاد الكرونولوجيا مع توبرUwe Topper وايلغ Heribert Illig .
أخيرًا عمل لولينغ على عمل من مجلدين عن ما قبل وبواكر تاريخ العبرانيين، إذ يرى أن تعدي وووساطة هذا التاريخ على أنه عامل أساسي لتطوير المشيخة إلى المملكة ولصناعة أديان ما قبل التاريخية والقديمة في منطقة البحر الأبيض المتوسط ومنطقة الهلال الخصيب، وخاصة الأديان الإبراهيمية، ولكن على سبيل المثال أيضا العبادات الإيطالية القديمة.

## منهج البحث
بالفعل في نهاية القرن 19، جرى البحث عن أساليب جديدة لفهم تاريخ القرآن في الدراسات الشرقية. ممثلو مثل هذه الأبحاث، على سبيل المثال، أدولف فون هارناك (الذي خمن أصول القرآن في المسيحية اليهودية) أو ديفيد هاينريش مولر (أشار إلى ترانيم محتملة للقرآن)، وكذلك غاير Rudolf Geyer، وفولرس Karl Vollers وكاهله Paul Kahle. يعتمد لولينغ على هذه الابحاث. باستخدام العديد من السور  ، كان قادرًا على إظهار أنه يمكن بالفعل إعادة بناء تلك التراتيل الشعرية الموزونة من نص القرآن باللغة العربية العامية.. التعديلات التي كان يجب إجراؤها في نص القرآن الموروث كانت ضئيلة، كانت كافيًا تغيير بعض علامات التشكيل التي تم إدخالها في الخط العربي بعد فترة طويلة من كتابة القرآن. لم يكن من الضروري تغيير النص المجرد الأصلي (الرسم).
يعتمد انتقاد لولينغ للنص القرآني التقليدي والترجمات الرسمية/الأرثوذكسية على ثلاثة معايير: فقه اللغة، والوزن وتركيب الترتيلة، ونقد العقيدة. يرى استبناء ترتيل «القرآن الأولي» ناجحًا إذا كانت القراءة الجديدة تقدم عددًا أقل من المشكلات النحوية أو صعوبات في التفسير من القراءة التقليدية، وإذا كانت الترجمة الجديدة أقرب إلى معاني الكلمة المنقولة خارج القرآن، أي اللغة العربية العامية. وإذا كان يمكن استعادة بنية النص العادية والقافية. في بعض الحالات كانت هناك توافقات مع وثائق تاريخياً، لكن لاحقًا تم رفض تفسيرات بعض الآيات القرآنية رسميًا.
بسبب التقارب المرتبط بالمحتوى من السور المعاد بناؤه إلى الأفكار المسيحية التوحيدية اليهودية بدقة (انظر على سبيل المثال تفسير مصطلح الزبانية)، يفترض لويلينغ أن خصوم محمد اللاهوتيين الأصليين لم يكونوا عربًا وثنيين في المقام الأول، لكنهم كانوا مسيحيين عرب تثليثيين مرتبطين بالكنيسة البيزنطية. لقد ضاع هذا التوجه الأصلي عندما تم تجميع القرآن بعد سنوات أو عقود من وفاة محمد وكان الدين الجديد بمثابة الرابط الموحد للتوسع العربي، تمامًا كما كان الدين الذي يُطلق عليه الآن «المسيحية» كان في الأصل مجرد مجموعة منشقة داخل المجتمع الديني اليهودي (بقيت المسيحية اليهودية في الأيبونية حتى العصر الإسلامي تقريبًا)، ولكن تحولت لاحقًا إلى دين الدولة المسيحية الوثنية للإمبراطورية الرومانية المتأخرة.
يعد علم أصول الكلام واللسانيات المقارنة أساسًا مهمًا لعمل لولينغ. أبحاثه، مثل اشتقاقه لكلمة "Metall" من جذر سامية، يعتد به أيضًا خارج الدراسات الشرقية.
وفق منهج بحثه، يعد لولينغ ممثلًا «لمدرسة ساربروكن»، والتي بدورها جزء من المدرسة التنقيحية في الدراسات الإسلامية.

## التلقي
لم تناقش أعمال لولينغ في المجال العام في الأوساط العلمية لعقود. فقط نشر الترجمة الإنجليزية (2003) جعل أطروحات لولينغ معروفة لدى مجتمع أكبر من الباحثين. ومع ذلك، لا تزال نتائج عقود الصمت ملحوظة، فالكثير من الباحثين على دراية بأطروحات لولينغ بشكل أولي فحسب، وهذا هو السبب في أن لولينغ غالباً ما يُقتبس بسوء فهم أو حتى بشكل مخالف لأطروحاته. لم يعترض لولينغ على الوجود التاريخي للنبي محمد  ، ولا يمكن أن يكون لولينغ مسؤولًا عن أطروحات كريستوف لوكسنبرغ أو كارل هاينز أوليغز.
لم تهتم الصحافة الألمانية اليومية بلولينغ حتى وقت متأخر،  كما وصفه كابيلسكي Thomas Kapielski بأنه "أحد علماء الإنسانيات الأديان العظماء وكذلك من كبار باحثي إسلاميات في عصرنا". يضع نيكولاي سيناي Nicolai Sinai على النقيض "ربط لولينغ للإنشاءات التاريخية الجريئة والتفاصيل اللغوية واتساع التاريخ الديني" مع "وضوح مانوية فهمه للتاريخ"، والذي ينص على أنه فقط "فقيه لغوي موهوب ذو رؤية قيامية مثل لولينغ بنظرة مروعة في الصيغة التاريخية يمكنه كشف عمليات الرقابة الضخمة".. ينتقد سيناي أيضًا "تصوير لويلينغ" كضحية لإجراءات الاضطهاد المتضافرة ".
في 19 و20 عُقدت ندوة دولية بعنوان «تأويل القرآن النقدي - في ذكرى غونتر لولينغ» في يونيو 2015 في إرلانغن. أحد أهداف هذا الحدث هو تكريم العمل العلمي للولينغ.

## المنشورات
- التحقيق الناقد والمفسر لنص القرآن ، إرلانجن 1970 (أطروحة افتتاحية)
- لؤلؤة سويد الفريدة. أبي كحيل [ابن أبي كحيل] الياسكوري، الجزء الثاني - في المسيحية الواضحة لهذه القصيدة، مدح في زمن الوثنية قبل الإسلام ، إرلانجن 1973
- عن القرآن الاصلي. مقاربات لإعادة بناء المقامات المسيحية ما قبل الإسلامية في القرآن ، Erlangen 1974 (reprint: 1990، 3rd corr. الإصدار: 2004)، ردمك 3-922317-18-9
- مقالتان عن تاريخ الدين والروح ، بما في ذلك: 1. «معنى ما قبل التاريخ لكلمة» المعادن "" و2. «أفيسينا وأصلها البوذي»، إرلانجن 1977
- العبادة المسيحية في الكعبة قبل الإسلام كمشكلة في الدراسات الإسلامية واللاهوت المسيحي ، إرلانجن 1977 (2nd corr. Ed.: 1992)، ISBN 3-922317-16-2
- إعادة اكتشاف النبي محمد. انتقاد للغرب «المسيحي» ، إرلانغن 1981، ردمك 3-922317-07-3
  - مراجعة من قبل AA Brocket في: المجلة الدولية لدراسات الشرق الأوسط ، المجلد 13، العدد 4، 1981، الصفحات 519-521
- «حمل عيد الفصح و» أم الدماء «العربية القديمة، الضبع. ضحية الفصح كطقوس استهلالية للانتقام من الدم والحرب المقدسة»، في: Zeitschrift für Religion und Geistesgeschichte 34، Leiden 1982، pp. 131–147، ISBN 3-922317-11-1
- «الكلمات والأشياء القديمة في الحج على Zionsberg»، في: Dielheimer Blätter zum Alten Testament 20، 1984، pp. 52–59
- اللغة والتفكير القديم. تسع مقالات عن تاريخ الفكر والدين ، Erlangen 1985، ISBN 3-922317-13-8
- تحديا للإسلام للإصلاح. إعادة اكتشاف وإعادة بناء موثوقة التراتيل المسيحية ما قبل الإسلام مخبأة في القرآن الكريم في إطار التفسيرات الإسلامية أقرب ، موتيلال بانارسيداس للنشر، نيودلهي 2003 (مراجعة. والبالغين باللغة الإنجليزية) طبعة من حول القرآن الأصلي)، ردمك 81-2081952-7
- اللغة والتفكير القديم. مقالات عن تاريخ الفكر والدين ، إرلانجن 2005
- مقالات أخرى:
  - «الإسلام وتاريخ إسرائيل» ، مشروع مساهمة في الندوة «القرآن والحديث» (جامعة. كامبريدج) ، إرلنجن 1985
  - "Semitic Repha'im and Teraphîm and Greek Orpheus "، in: Zeitensprünge Vol. 1، 1995، pp. 31–35
  - "European Investiture and Archaic Semic Masking "، في: Zeitensprünge Bd. 4، 1995، الصفحات 432-449
  - «حق الدم (الانتقام من الدم) في المجتمع القبلي القديم الأسطوري. في القانون الدستوري الثقافي المكتوب»، في: Zeitensprünge. نشرة متعددة التخصصات ، المجلد 2، 1999، ص 217-227
  - «مشكلة العبرانيين»، في: Zeitensprünge المجلد 2، 2000، الصفحات 180-193
  - «بروسيا الأمس وإسلام الغد» (ملف PDF ، 167   kB)، إرلنجن 2006، في: التنوير والنقد. مجلة التفكير الحر والفلسفة الإنسانية ، العدد الخاص 13 (2007): الإسلاموية. ص 291-310

## أدبيات
تعهد ابن وراق بجلب العديد من الأدب الألماني القديم الناقد في القرآن الكريم والذي لفت لولنغ انتباه العلم العالمي من خلال الترجمات الإنجليزية.
- ابن الوراق): أصول القرآن: مقالات كلاسيكية عن كتاب الإسلام المقدس ، كتب بروميثيوس 1998، ردمك 1-57392-198-X
- ابن الوراق): البحث عن محمد التاريخي ، كتب بروميثيوس 2000، ردمك 1-57392-787-2
- ابن الوراق): ماذا يقول القرآن حقًا: اللغة والنص والتعليق ، كتب بروميثيوس 2002، ردمك 1-57392-945-X
- كارستن كولب: خاتم الأنبياء. العلاقات التاريخية بين اليهودية والمسيحية اليهودية والوثنية والإسلام المبكر ، IJC - معهد الكنيسة واليهودية، برلين 1990، ردمك 3-923095-32-5 .
- كارل هاينز أوليج: الإسلام المبكر. إعادة بناء تاريخية حرجة تستند إلى مصادر معاصرة ، شيلر، برلين 2007، ردمك 3-89930-090-4 .
- كارل هاينز أوليج، جيرد روديجر بوين: البدايات المظلمة. بحث جديد عن أصل وتاريخ الإسلام المبكر ، 3. الطبعة، شيلر، برلين 2005، ردمك 978-3-89930-128-1 .
- كريستوف لوكسنبرغ: القراءة السريانية للقرآن. مساهمة في فك شفرة لغة القرآن ، 3. الطبعة، شيلر، برلين 2007، ردمك 978-3-89930-028-4 .
- Heribert Illig ، في ذكرى Günter Lüling. 25 أكتوبر 1928 - 10. 9. 2014. في: قفزات في الوقت المناسب. ISSN 0947-7233 ، 2014، H. 3، ص. 627-630.
- جورج تامر): تأويل القرآن من تأليف غونتر لويلينغ ، دي غروتر 2019، ردمك 3-11-059812-4 .

## دليل المواقع
- نصوص عن غونتر لولينغ في فهرس مكتبة ألمانيا الوطنية
- كريستوف هيغر، Lüling على سورة 74:30
- كريستوف هيغر، إعادة بناء سورة 96 (سورة العلم) وفقًا لجونتر لويلينج
- توماس كابيلسكي، باحث في الكتاب المقدس ، 2006 (مدخل مدونة حول غونتر لولينغ على Jihad Watch Germany)
- Günter Lüling ، " Rabbânîya ، rabbânîyûn in the Quran " ، in: Günter Lüling، A Challenge to Islam for Reform، New Delhi 2003، pp. 71–87
- Günter Lüling ، «المعنى الأصلي لجهاد وfî sabîli llâh» ، في: Günter Lüling ، تحدي للإسلام من أجل الإصلاح ، نيودلهي 2003، ص 354 ص. & ص 242
- ايليا يو. توبر، القرآن الكريم. أطروحات غونتر لويلنغ ، قادس 1994
- Uwe Topper ، Lüling: مستشرق ضد التيار ، برلين 2005